# Sarah Jeffery
Pour les articles homonymes, voir Jeffery.
Sarah Marie Jeffery, née à Vancouver, le 3 avril 1996  , est une actrice, chanteuse et danseuse canadienne.
Elle débute à la télévision et se fait connaître grâce à ses participations aux séries télévisées Rogue (2013-2016) et Wayward Pines (2015) ainsi qu'a son rôle de la Princesse Audrey, fille de la Princesse Aurore, dans les téléfilms Descendants (2015) et Descendants 3 (2019) de Disney Channel Original Movie.
De 2016 à 2018, elle joue le rôle récurrent de Cristina Santos, la fille de l'héroïne incarnée par Jennifer Lopez, dans la série télévisée policière Shades of Blue.
En 2018, elle interprète le rôle de la benjamine de la fratrie de sorcières dans la série Charmed, reboot de la série télévisée fantastique du même nom, produit par le réseau The CW.

## Biographie

### Jeunesse et formation
Ayant grandi à Vancouver, en Colombie-Britannique, Sarah démontre rapidement un intérêt pour le milieu du divertissement et joue, sur scène, dans des comédies musicales et des productions théâtrales.
À l'adolescence, elle décide d'élargir ses horizons et d'entrer dans le monde du cinéma et de la télévision.

### Carrière

#### Débuts remarqués
En 2013, elle décroche un des rôles principaux d'une série télévisée en développement, intitulée Aliens in the House, dont la diffusion est prévue sur la chaîne Cartoon Network, mais le projet n'est finalement pas retenu dans la grille de rentrée.
Elle fréquente encore le lycée lorsqu'elle est choisie pour rejoindre la distribution principale de la série télévisée policière Rogue, elle incarne la fille de Thandie Newton. Ce rôle lui permet de se faire remarquer par la profession et elle se retrouve citée, en 2015, pour les Leo Awards de la meilleure actrice de série télé dans un second rôle.
Entre-temps, elle rejoint la distribution de la mini série de science-fiction, produite par M. Night Shyamalan, Wayward Pines, ce qui lui permet de travailler avec des poids lourds de l'industrie comme Matt Dillon, Melissa Leo et Terrence Howard. Son personnage intervient dans une poignée d'épisodes de la première saison.
À la suite de ces tournages, l'actrice s'éloigne des personnages sombres pour rejoindre le téléfilm Descendants de Disney Channel Original Movie, sous la direction de Kenny Ortega. Dans cette production destinée au jeune public, elle incarne la princesse Audrey, fille de la princesse Aurore / La Belle au bois dormant. Le téléfilm réalise d'excellentes audiences au moment de sa diffusion.
Ensuite, elle joue dans son premier long métrage pour le film indépendant Across the Line, réalisé par le célèbre réalisateur de vidéoclips Director X. Ce drame, qui traite notamment des tensions raciales, est salué par la critique. Entre-temps, elle reste fidèle au personnage d'Audrey et lui prête sa voix pour la série d'animation Descendants : Génération méchants, diffusée entre 2015 et 2016.

#### Passage au premier plan

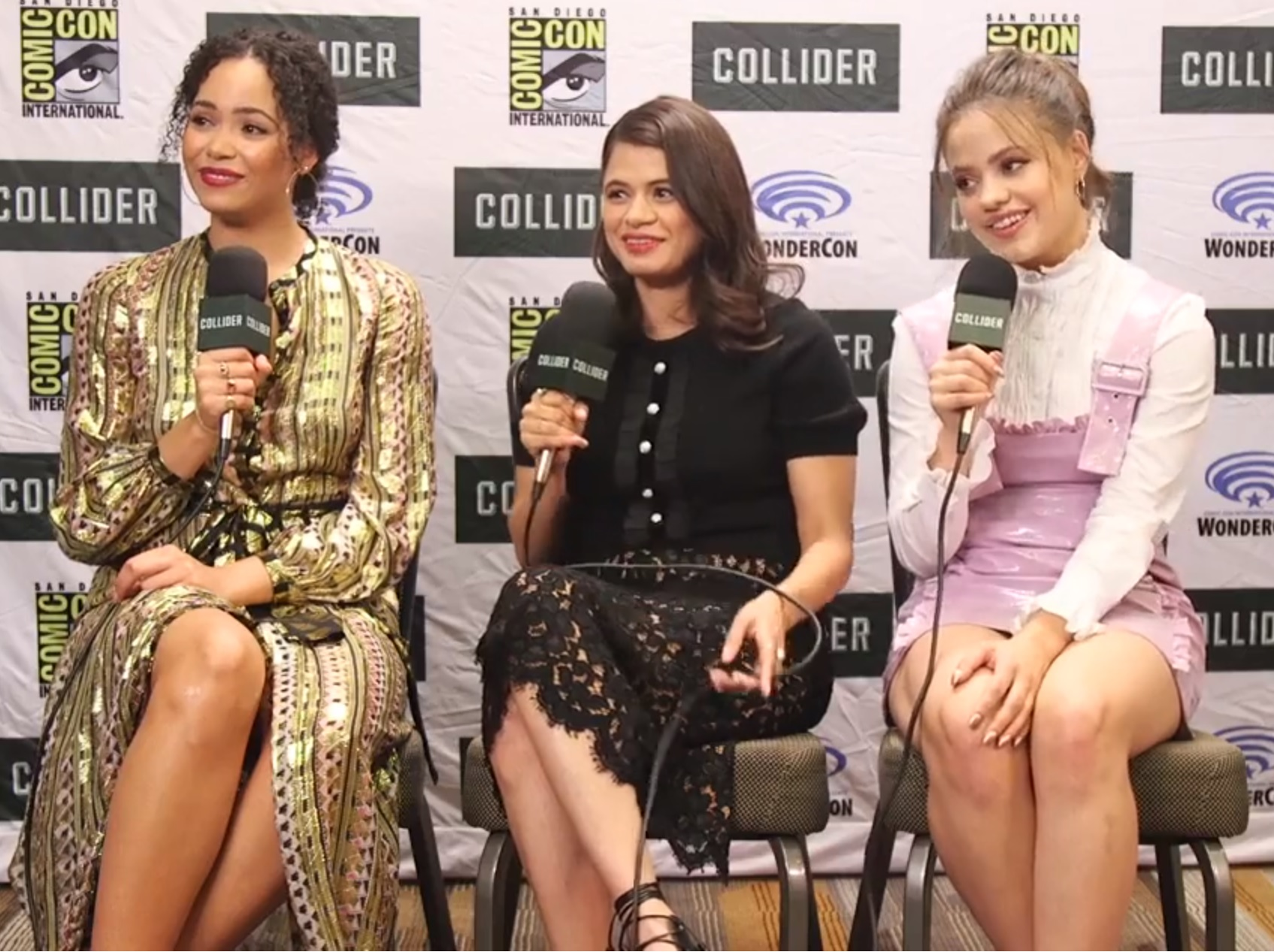
Sarah Jeffery aux côtés de ses partenaires de Charmed, Madeleine Mantock et Melonie Diaz, lors de la présentation de la série au San Diego Comic-Con 2018.

À partir de 2016, elle incarne le rôle récurrent de Cristina Santos, la fille du détective de police jouée par Jennifer Lopez, héroïne de la série policière Shades of Blue. La série est un succès d'audience, elle est rapidement renouvelée par le réseau NBC. Mais elle arrête finalement à l'issue de la troisième saison. La même année, au cinéma, elle est à l'affiche de la comédie romantique Be Somebody avec Matthew Espinosa et Allison Paige. En 2018, elle joue les guest-star pour deux épisodes de la onzième saison d’X-Files : Aux frontières du réel et porte la comédie, destinée à un jeune public, Daphne et Velma qui se concentre sur la jeunesse des deux femmes de l'équipe de Scooby-Doo.
En 2018 également, elle rejoint le casting principal de la série Charmed (2018), le reboot de la série télévisée fantastique à succès, Charmed, diffusée entre 1998 et 2006, dans le rôle de Maggie Vera aux côtés de Melonie Diaz et Madeleine Mantock,,. La série est diffusée depuis le 14 octobre 2018 sur The CW.
Absente de Descendants 2 à cause du tournage de Shades of Blue, Sarah Jeffery retrouve le personnage de la princesse Audrey pour le téléfilm Descendants 3, dans lequel elle devient l'antagoniste principale. Pour introduire son retour, elle joue dans un court-métrage centré sur son personnage, Audrey's Royal Return : A Descendants Short Story, et prête une nouvelle fois sa voix pour un court-métrage sur le thème d'Halloween, Wicked Wood : A Descendants Halloween Story,. En novembre 2019, Sarah Jeffery remixe Queen of Mean, sa chanson dans Descendants 3, pour  Hall of Vilains. La vidéo fait le buzz sur YouTube.

### Vie privée
Elle est vegan et participe à la campagne publicitaire Angels for animals de l'association PETA.
Elle est en couple depuis juin 2019 avec l’acteur Nick Hargrove, son partenaire dans Charmed.

## Filmographie

### Cinéma

#### Longs métrages
- 2015 : Across the Line (en) de Director X : Jayme Crawley
- 2016 : Be Somebody de Joshua Caldwell : Emily Lowe
- 2018 : Daphné et Véra (Daphne & Velma) de Suzi Yoonessi : Daphné Blake (direct-to-video)
- 2024 : Messagères de guerre (The Six Triple Eight) de Tyler Perry

#### Court métrage
- 2019 : Dalia de Drey Jordan Singer

### Télévision

#### Séries télévisées
- 2013 : Aliens in the House : Katie (pilote non retenu)
- 2013-2016 : Rogue : Evie Travis (personnage principal, saisons 1 et 2 - personnage récurrent, saison 3 - 24 épisodes)
- 2015 : Wayward Pines : Amy Breslow (personnage récurrent, saison 1 - 6 épisodes)
- 2015 : Descendants: School of Secrets (en) : Princesse Audrey (saison 1, 3 épisodes)
- 2015-2016 : Descendants : Génération méchants : Princesse Audrey (voix, personnage principal - 20 épisodes)
- 2016-2018 : Shades of Blue : Cristina Santos (rôle récurrent, 36 épisodes)
- 2018 : X-Files : Aux frontières du réel : Brianna Stapleton (saison 11, épisodes 5 et 10)
- 2018–2022 : Charmed : Maggie Vera (rôle principal)

#### Téléfilms
- 2015 : Descendants de Kenny Ortega : Princesse Audrey
- 2019 : L'Histoire des Descendants : Vue par Audrey (Audrey's Royal Return: A Descendants Short Story) (court-métrage) d'Oren Kaplan : Princesse Audrey
- 2019 : Descendants 3 de Kenny Ortega : Princesse Audrey
- 2019 : Wicked Woods: A Descendants Halloween Story (court-métrage) de Melissa Goodwin Shepherd : Princesse Audrey (voix)
- 2021 : Descendants : Le Mariage royal (Descendants: The Royal Wedding) (court-métrage) de Salvador Simó : Princesse Audrey (voix)

### Clips vidéo
- 2019 : Queen of Mean d'elle même (chanson issue de la bande originale de Descendants 3)
- 2019 : Night Falls avec Cameron Boyce, Dove Cameron et Booboo Stewart (chanson issue de la bande originale de Descendants 3)
- 2019 : Audrey's Christmas Rewind avec Jadah Marie

## Distinctions
Sauf indication contraire, les informations mentionnées dans cette section peuvent être confirmées par la base de données cinématographiques IMDb,  présente dans la section « Liens externes ».
| Année | Prix       | Catégorie                                                                 | Nomination | Résultat   |
| ----- | ---------- | ------------------------------------------------------------------------- | ---------- | ---------- |
| 2015  | Leo Awards | Meilleure actrice dans un second rôle dans une série télévisée dramatique | Rogue      | Nomination |